# Ervin Molnar
Ervin Molnar (n. 15 noiembrie 1977, Ungheni, România) este un deputat român, ales în 2020 din partea PNL. 